# هلال البرج
هلال البرج، هو نادٍ رياضيٌّ جزائريٌّ لكرة القدم تأسس عام 1959م.

## وصلات خارجية
- الرابطة الجزائرية المحترفة الأولى ،والثانية ، لكرة القدم